# Alfredo Rangel
Alfredo Rangel Suárez (Bogotá, 20 de julio de 1955) es político y economista de la Universidad Nacional con maestría en ciencias políticas en la Universidad de los Andes, En las elecciones legislativas de 2014 fue elegido senador de la República por el Centro Democrático, en este cargo se posesionó el 20 de julio de 2014.

## Biografía
Alfredo Rangel es analista del conflicto armado en Colombia, es economista de la Universidad Nacional y luego hizo una maestría en ciencias políticas en la Universidad de los Andes. Ha sido asesor del entonces consejero de Seguridad Ciudadana de Ernesto Samper, Armando Borrero, y también del viceministro de Defensa de Andrés Pastrana, Bernardo Ortiz. Ha sido columnista de la Revista Semana reflejando sus posiciones sobre la política colombiana.
Fue Director del Centro de Seguridad y Democracia de la Universidad Sergio Arboleda que realizaba un análisis trimestral sobre la evolución del conflicto que compilaba las cifras con análisis, tendencias y trabajo de campo que se volvió una fuente de información importante para los analistas del conflicto.

## Vida política
Alfredo Rangel, para las elecciones legislativas del año 2006 fue sexto en la lista al Senado de la República por el partido Cambio Radical, dicha aspiración no prosperó.
Para las elecciones legislativas de 2014, Rangel Suárez formó parte de la lista cerrada al Senado de la República del movimiento político Centro Democrático, encabezada por el expresidente Álvaro Uribe junto a otros líderes del Uribismo como José Obdulio Gaviria y Paloma Valencia Laserna; Rangel ocupó el sexto renglón de dicha lista y resultó elegido senador para el periodo 2014-2018, tomó posesión de su cargo el 20 de julio de 2014.

### Senador de la República
Rangel Suárez presentó un proyecto de ley, que fue archivado en el Congreso, mediante el cual proponía la creación de un Tribunal Nacional pro tempore para la Fuerza Pública que sesionaría durante doce años y tendría como función principal, a solicitud de la parte interesada, la de revisar en única instancia, las sentencias condenatorias proferidas por los tribunales ordinarios contra los miembros de la Fuerza Pública, por eventuales delitos cometidos en servicio activo y con ocasión del mismo, a partir del 1° de enero de 1980. A tal efecto, este eventual Tribunal debería proferir las sentencias definitivas de reemplazo en los casos que hubiera conocido y actuaría como máximo organismo judicial de cierre.